# Pamfilia

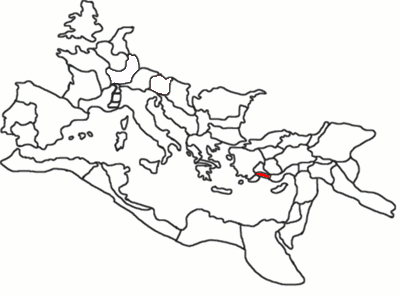
Lokalizacja prowincji w granicach rzymskiego imperium

Pamfilia, Pamfylia, Pamphylia (gr. Παμφυλία Pamphylía), dawniej Mopsopia – w starożytności kraina w południowej Azji Mniejszej, pomiędzy Licją i Cylicją, od północy granicząca z Pizydią. W kierunku południkowym rozciągająca się od Morza Śródziemnego do gór Taurus (obecnie obszar tureckiej prowincji Antalya).
Kolonizowana przez Greków od końca II tysiąclecia p.n.e. Podbijana była kolejno przez: Lidię (I połowa VI w. p.n.e), Persję (od 546 p.n.e.), Aleksandra Macedońskiego (od 334 p.n.e.), Seleucydów, Pergamon (częściowo) oraz Rzym. W końcu II wieku p.n.e. wraz z Cylicją stała się rzymską prowincją, a od 74 n.e. (z Licją) prowincją cesarską.
Do miast o największym znaczeniu należały: Perge, Side, Sillyon i Aspendos.